# غواتافيتا
غواتافيتا بلدة وبلدية في إدارة كونديناماركا في وسط كولمبيا، شمال شرق العاصمة بوغوتا، تقع على ارتفاع يقارب 2,700 متر فوق مستوى البحر، وتُعرف ببحيرتها الشهيرة بحيرة غواتافيتا.

## نبذه
تُعد البحيرة فيها موقعًا مقدسًا لدى شعب المويسكا، وترتبط بأسطورة إل دورادو، حيث تشير الروايات إلى طقوس دينية كانت تُقدم فيها قرابين من الذهب، أثارت هذه الأسطورة اهتمام الغزاة الإسبان، الذين حاولوا استخراج الذهب من قاع البحيرة.
البلدة الحالية أُعيد بناؤها في موقع أعلى بعد إنشاء خزان مائي غمر البلدة الأصلية في القرن العشرين، يعتمد اقتصاد غواتافيتا على السياحة البيئية والحرف اليدوية، وتُعد من الوجهات الثقافية والتاريخية البارزة في وسط كولومبيا.